# Nati nel 1950/Luglio
| Questa pagina contiene informazioni ricavate automaticamente dalle voci biografiche con l'ausilio del template Bio e di un bot. L'aggiornamento è periodico e automatico e ricostruisce completamente la pagina. Se manca una persona in questa lista, sei pregato di non aggiungerla, ma accertati piuttosto che la sua voce biografica contenga il template Bio e che i dati anagrafici siano correttamente compilati. Se il template Bio manca, inseriscilo tu stesso o, in alternativa, metti l'avviso {{tmp\|Bio}} che ne segnala la mancanza. Se i dati riportati sono sbagliati, correggi direttamente la voce biografica; le modifiche saranno visibili in questa lista entro pochi giorni. Per chiarimenti vedi il progetto biografie. La lista contiene solo le 222 persone che sono citate nell'enciclopedia e per le quali è stato implementato correttamente il template Bio. Pagina aggiornata al 26 giu 2025. |

- 1º luglio - Barry Barto, allenatore di calcio e ex calciatore statunitense
- 1º luglio - Robert Cacchioni, ex calciatore italiano
- 1º luglio - David Duke, politico statunitense
- 1º luglio - Elizabeth Edmondson, nuotatrice australiana
- 1º luglio - Michael Pressman, produttore cinematografico, produttore televisivo e regista statunitense
- 2 luglio - Benedetto Casillo, cabarettista e attore italiano
- 2 luglio - Jacky Lamothe, ex cestista francese
- 2 luglio - Gian Maria Madella, giornalista e scrittore italiano
- 2 luglio - Eugenia Salcu, ex cestista rumena
- 2 luglio - Mario Toso, vescovo cattolico e filosofo italiano
- 2 luglio - Pierluigi Zappacosta, ingegnere e imprenditore italiano
- 2 luglio - Doron Zeilberger, matematico israeliano
- 3 luglio - James Hahn, politico statunitense
- 3 luglio - Aulcie Perry, ex cestista statunitense
- 3 luglio - Angela Ragusa, traduttrice e scrittrice italiana
- 3 luglio - Jan Zajíc, patriota cecoslovacco († 1969)
- 4 luglio - Terry Brisley, ex calciatore inglese
- 4 luglio - Steven Sasson, ingegnere statunitense
- 5 luglio - Carlos Caszely, ex calciatore cileno
- 5 luglio - Linda Hart, cantante e attrice statunitense
- 5 luglio - Huey Lewis, cantante, armonicista e attore statunitense
- 5 luglio - Wayne Pack, ex cestista statunitense
- 5 luglio - Abraham Skorka, rabbino, scrittore e biofisico argentino
- 5 luglio - Jaime Villegas, ex calciatore honduregno
- 6 luglio - Gabriele Albertini, politico e imprenditore italiano
- 6 luglio - Paolo Alli, politico italiano
- 6 luglio - Marco Baliani, attore, drammaturgo e regista teatrale italiano
- 6 luglio - Claudio Bordignon, medico e genetista italiano
- 6 luglio - John Byrne, fumettista inglese
- 6 luglio - Serge Dellamore, ex calciatore francese
- 6 luglio - Geraldine James, attrice britannica
- 6 luglio - Roberto Pangaro, ex nuotatore italiano
- 6 luglio - Serge Pey, scrittore e poeta francese
- 6 luglio - Dominique de la Rochefoucauld-Montbel, dirigente d'azienda francese
- 6 luglio - Sultan Rachmanov, sollevatore sovietico († 2003)
- 7 luglio - Bruno D'Andrea, conduttore televisivo, cantante e attore italiano
- 7 luglio - Gerda Hasselfeldt, politica tedesca
- 7 luglio - Yuji Hyakutake, astronomo giapponese († 2002)
- 7 luglio - Gabriele Lucci, direttore artistico e scrittore italiano
- 7 luglio - Themba Masuku, politico swati
- 7 luglio - Marcello Messori, economista italiano
- 7 luglio - Vincenzo Pardini, scrittore e giornalista italiano
- 8 luglio - Franco Bolelli, filosofo e saggista italiano († 2020)
- 8 luglio - Leroy Gomez, cantante statunitense
- 8 luglio - Elena Ilieva, ex cestista bulgara
- 8 luglio - Christoph Levin, teologo tedesco
- 9 luglio - Gwen Guthrie, cantautrice e pianista statunitense († 1999)
- 9 luglio - Viktor Janukovyč, ex politico ucraino
- 9 luglio - Adriano Panatta, ex tennista, pilota motonautico e allenatore di tennis italiano
- 9 luglio - Ignatius Suharyo Hardjoatmodjo, cardinale e arcivescovo cattolico indonesiano
- 10 luglio - Prokopīs Paulopoulos, politico greco
- 10 luglio - Mario Soto, allenatore di calcio e ex calciatore cileno
- 10 luglio - Joachim von Braun, agronomo e economista tedesco
- 10 luglio - Šota Čočišvili, judoka sovietico († 2009)
- 11 luglio - Giorgio Cordini, chitarrista e compositore italiano
- 11 luglio - Lawrence DeLucas, ex astronauta e biochimico statunitense
- 11 luglio - Sylvie Franzen, ex cestista olandese
- 11 luglio - David Ives, drammaturgo, sceneggiatore e librettista statunitense
- 11 luglio - Bruce McGill, attore statunitense
- 11 luglio - Bonnie Pointer, cantante statunitense († 2020)
- 11 luglio - Luciano Ravasio, cantautore italiano
- 11 luglio - Lillian Watson, ex nuotatrice statunitense
- 12 luglio - Eric Carr, batterista statunitense († 1991)
- 12 luglio - Jean-Yves Escoffier, direttore della fotografia francese († 2003)
- 12 luglio - Laura Fincato, politica italiana
- 13 luglio - Leandro Becheroni, pilota motociclistico italiano († 2023)
- 13 luglio - Rod Dixon, ex mezzofondista e maratoneta neozelandese
- 13 luglio - Peter Goalby, cantante britannico
- 13 luglio - Leonid Gozman, politico russo
- 13 luglio - Michael Holthaus, ex nuotatore tedesco occidentale
- 13 luglio - Genene Jones, serial killer statunitense
- 13 luglio - Malisa Longo, attrice, sceneggiatrice e soubrette italiana
- 13 luglio - Ma Ying-jeou, politico taiwanese
- 13 luglio - Eugène Régis Mangalaza, politico malgascio
- 13 luglio - Bob McKillop, allenatore di pallacanestro statunitense
- 13 luglio - George Nelson, ex astronauta statunitense
- 13 luglio - Piergiorgio Odifreddi, matematico, logico e saggista italiano
- 13 luglio - Janet Rossant, biologa canadese
- 13 luglio - Maurizio Sacconi, politico italiano
- 13 luglio - Željko Stinčić, ex calciatore jugoslavo
- 14 luglio - Bruno Di Cola, ex arbitro di calcio italiano
- 14 luglio - Mario Osbén, calciatore cileno († 2021)
- 14 luglio - Denise Stoklos, attrice teatrale, drammaturga e regista teatrale brasiliana
- 14 luglio - Guido Zucconi, architetto e storico dell'architettura italiano
- 15 luglio - Nicola Carlesi, politico italiano († 2014)
- 15 luglio - Sándor Egervári, allenatore di calcio e ex calciatore ungherese
- 15 luglio - Tony Esposito, musicista, cantautore e percussionista italiano
- 15 luglio - Luis Augusto García, allenatore di calcio e ex calciatore colombiano
- 15 luglio - Arianna Huffington, giornalista e scrittrice greca
- 15 luglio - Ivo Miro Jović, politico bosniaco
- 15 luglio - Lansana Kouyaté, politico guineano
- 15 luglio - Geoffrey Richardson, polistrumentista, compositore e produttore discografico britannico
- 15 luglio - Antonino Saitta, politico italiano
- 15 luglio - Uwe Unterwalder, ex pistard tedesco
- 16 luglio - Milan Albrecht, ex calciatore cecoslovacco
- 16 luglio - Innocenzo Donina, calciatore italiano († 2020)
- 16 luglio - Rowland Garrett, ex cestista statunitense
- 16 luglio - Giovanni Mammone, magistrato italiano
- 16 luglio - Vasco Marinelli, ex calciatore italiano
- 16 luglio - Giuseppe Federico Mennella, giornalista italiano
- 16 luglio - Karl Potter, percussionista statunitense († 2013)
- 16 luglio - Marco Preioni, politico italiano
- 16 luglio - Camille Saviola, attrice statunitense († 2021)
- 16 luglio - Loriano Valentini, politico italiano
- 17 luglio - Phoebe Snow, cantautrice e chitarrista statunitense († 2011)
- 17 luglio - Rob Guest, attore e cantante inglese († 2008)
- 17 luglio - John Hooper, giornalista e scrittore britannico
- 17 luglio - Lorenzo Massarotto, alpinista italiano († 2005)
- 17 luglio - Matteo Pizzigallo, storico e saggista italiano († 2018)
- 17 luglio - Riad Salameh, banchiere e economista libanese
- 17 luglio - Guido Tendas, politico italiano
- 17 luglio - Derek de Lint, attore olandese
- 18 luglio - Jerome Barkum, ex giocatore di football americano statunitense
- 18 luglio - Richard Branson, imprenditore e filantropo britannico
- 18 luglio - Attilio Calatroni, ex schermidore italiano
- 18 luglio - Kōstas Eleutherakīs, ex calciatore greco
- 18 luglio - Mike Gale, cestista statunitense († 2020)
- 18 luglio - Ruggero Gialdini, ex ciclista su strada italiano
- 18 luglio - Glenn Hughes, cantante statunitense († 2001)
- 18 luglio - Shahid Khan, imprenditore e dirigente sportivo pakistano
- 18 luglio - Jack Layton, politico canadese († 2011)
- 18 luglio - Sándor Pintér, ex calciatore ungherese
- 18 luglio - Mark Udall, politico statunitense
- 19 luglio - Tom McLoughlin, regista, sceneggiatore e attore statunitense
- 19 luglio - Charles Nicholl, scrittore e biografo britannico
- 19 luglio - Adrian Noble, regista teatrale e direttore artistico britannico
- 20 luglio - Tantoo Cardinal, attrice canadese
- 20 luglio - Antoine Compagnon, critico letterario, docente e scrittore francese
- 20 luglio - Franz Schachner, ex slittinista austriaco
- 20 luglio - Edward Leigh, avvocato e politico britannico
- 20 luglio - Antonio Sanna, doppiatore italiano
- 20 luglio - Nasiruddin Shah, attore indiano
- 20 luglio - Nick Weatherspoon, cestista statunitense († 2008)
- 21 luglio - Carlos Aimar, allenatore di calcio e ex calciatore argentino
- 21 luglio - Amelinha, cantante e compositrice brasiliana
- 21 luglio - Jaroslav Beránek, cestista cecoslovacco († 2008)
- 21 luglio - Jordan Clarke, attore statunitense
- 21 luglio - Christian Debuysschere, ex ciclista su strada belga
- 21 luglio - Ubaldo Fillol, ex calciatore e allenatore di calcio argentino
- 21 luglio - Galvão Bueno, giornalista e conduttore radiofonico brasiliano
- 21 luglio - Bill Kunkel, grafico e giornalista statunitense († 2011)
- 21 luglio - Allan Maher, ex calciatore australiano
- 21 luglio - Mario Operti, presbitero italiano († 2001)
- 21 luglio - Corrado Solari, attore italiano
- 22 luglio - Nelsinho Baptista, allenatore di calcio e ex calciatore brasiliano
- 22 luglio - Fred McNair, ex tennista statunitense
- 22 luglio - Gianfranco Motta, allenatore di calcio e ex calciatore italiano
- 22 luglio - Piergiorgio Negrisolo, ex calciatore italiano
- 22 luglio - Claudio Pedrotti, politico e ingegnere italiano
- 22 luglio - Miloslava Rezková, altista cecoslovacca († 2014)
- 23 luglio - Leon Benbow, ex cestista statunitense
- 23 luglio - Lucia Codurelli, politica italiana
- 23 luglio - Stewart Milne, dirigente sportivo e imprenditore scozzese
- 23 luglio - Miomir Mugoša, politico montenegrino
- 23 luglio - Michele Plastino, giornalista italiano
- 23 luglio - Ramón Quiroga, ex calciatore argentino
- 23 luglio - Felipe Solá, politico e ingegnere argentino
- 24 luglio - Goutom Ghos, regista e fotoreporter indiano
- 24 luglio - James Glickenhaus, produttore cinematografico, imprenditore e regista statunitense
- 24 luglio - Desiderio Marchesi, ex calciatore italiano
- 24 luglio - Giuseppe Soriero, politico italiano
- 24 luglio - Flavio Zanonato, politico e giornalista italiano
- 25 luglio - Mark Clarke, bassista britannico
- 25 luglio - Leif Davidsen, scrittore danese
- 25 luglio - Hiroshi Fukutomi, regista giapponese
- 25 luglio - Manfred Kuschmann, mezzofondista tedesco († 2002)
- 25 luglio - Ole Kristian Olsen, ex calciatore norvegese
- 26 luglio - Vincenzo Battaglia, teologo italiano
- 26 luglio - Nicholas Evans, giornalista, scrittore e produttore televisivo inglese († 2022)
- 26 luglio - Pasquale Ferrara, politico italiano († 2023)
- 26 luglio - Susan George, attrice britannica
- 26 luglio - Hans-Jürgen Jacobi, ex pesista e discobolo tedesco
- 26 luglio - Duncan Mackay, cantante, compositore e musicista inglese
- 26 luglio - Adriano Martelli, ex calciatore italiano
- 26 luglio - Mac McCallion, rugbista a 15 e allenatore di rugby a 15 neozelandese († 2018)
- 26 luglio - Paul McHale, politico statunitense
- 26 luglio - Nelinho, ex calciatore brasiliano
- 26 luglio - Paul Seymour, matematico britannico
- 26 luglio - Linda Smith, politica statunitense
- 27 luglio - Mauro Felicani, arbitro di calcio italiano
- 27 luglio - Simon Jones, attore britannico
- 27 luglio - Christina Kokubo, attrice statunitense († 2007)
- 27 luglio - Reggie McKenzie, ex giocatore di football americano statunitense
- 28 luglio - Isidore Battikha, arcivescovo cattolico siriano
- 28 luglio - Hubert Berchtold, ex sciatore alpino austriaco
- 28 luglio - Howard Buten, scrittore, psicologo e violinista statunitense († 2025)
- 28 luglio - Chin Aun Soh, allenatore di calcio e ex calciatore malaysiano
- 28 luglio - Mario Mantovani, politico e imprenditore italiano
- 28 luglio - Lani Minella, doppiatrice e direttrice del doppiaggio statunitense
- 28 luglio - Cristóbal Montoro, politico spagnolo
- 28 luglio - Žarko Olarević, allenatore di calcio e ex calciatore jugoslavo
- 28 luglio - Roy Rogers, chitarrista e produttore discografico statunitense
- 28 luglio - Tapley Seaton, politico nevisiano († 2023)
- 29 luglio - Tommy Casanova, ex giocatore di football americano statunitense
- 29 luglio - Jenny Holzer, artista statunitense
- 29 luglio - Maricica Puică, ex mezzofondista rumena
- 29 luglio - Roberto Salvadori, ex calciatore italiano
- 29 luglio - Mike Starr, attore statunitense
- 29 luglio - Nino Strano, politico italiano († 2023)
- 29 luglio - Richard Tardy, allenatore di calcio francese
- 29 luglio - Radu Voina, ex pallamanista rumeno
- 30 luglio - Mario Buscaino, politico italiano
- 30 luglio - David Carroll, attore e cantante statunitense († 1992)
- 30 luglio - Harriet Harman, politica britannica
- 30 luglio - Brad Johnstone, ex rugbista a 15 e allenatore di rugby a 15 neozelandese
- 30 luglio - Andy Luotto, attore, comico e cuoco italiano
- 30 luglio - Tony Macken, allenatore di calcio e ex calciatore irlandese
- 30 luglio - Nello Malizia, allenatore di calcio e ex calciatore italiano
- 30 luglio - Vincenzo Napoli, politico e architetto italiano
- 30 luglio - Gabriele Salvatores, regista e sceneggiatore italiano
- 30 luglio - Mario Schembri, ex calciatore maltese
- 30 luglio - Massimo Schuster, attore e regista italiano
- 30 luglio - Frank Stallone, cantante, musicista e attore statunitense
- 31 luglio - Richard Berry, attore, regista e sceneggiatore francese
- 31 luglio - Franco Campidonico, ex calciatore italiano
- 31 luglio - Denise Carter, ex tennista statunitense
- 31 luglio - Lane Davies, attore statunitense
- 31 luglio - Ignacio Kortabarría, ex calciatore spagnolo
- 31 luglio - Charles Owens, ex tennista statunitense
- 31 luglio - Ralf Reichenbach, pesista tedesco († 1998)
- 31 luglio - Charlie Williams, pilota motociclistico britannico
- 31 luglio - Susan Wooldridge, attrice e scrittrice britannica